# Euahanes
Euahanes is een geslacht van wantsen uit de familie van de Tingidae (Netwantsen). Het geslacht werd voor het eerst wetenschappelijk beschreven door William Lucas Distant in 1911.

## Soorten
Het genus is monotypisch en bevat alleen de volgende soort:

- Euahanes inflatus Distant, 1911